# صوفي بريانت
صوفي ويلوك براينت (15 فبراير 1850 ساندي ماونت في دبلن - 14 أغسطس 1922 شاموني في فرنسا) هي عالمة رياضيات، ومعلّمة، ونسوية، وناشطة أنجلو إيرلندية.

## النشأة والتعليم
ولدت براينت صوفي ويلوك في دبلن عام 1850. كان والدها الدكتور القس ويليام ويلوك دد زميلًا ومدرسًا في كلية الثالوث في دبلن. تلقت تعليمها في المنزل بشكل رئيسي من قبل والدها. انتقلت في سن المراهقة إلى لندن، عندما عُيَّن والدها أستاذًا للهندسة في جامعة لندن عام 1863، وارتادت كلية بيدفورد. في سن التاسعة عشرة تزوجت من الدكتور ويليام هيكس براينت، وهو جرّاح يكبُرها بعشر سنوات، توفي بسبب تشمع الكبد في غضون عام.

## السيرة
في عام 1875 أصبحت براينت مدرسًا، ودعتها فرانسيس ماري بوس للانضمام إلى طاقم مدرسة نورث لندن كوليجيت. في عام 1895 خلفت بريانت بوس في منصب مديرة مدرسة شمال لندن كوليجيت، وعملت حتى عام 1918.
عندما فتحت جامعة لندن دوراتها الدراسية للنساء في عام 1878، أصبحت واحدة من أوائل النساء اللاتي حصلن على مرتبة الشرف من الدرجة الأولى في العلوم الفكرية والأخلاقية، إلى جانب شهادة في الرياضيات عام 1881، وبعد ثلاث سنوات حصلت على درجة الدكتوراه في العلوم. في عام 1882 كانت ثالث امرأة تُنتخَب لعضوية جمعية لندن للرياضيات، وكانت أول عضو نسائي نشط، إذ نشرت أول ورقة بحثية لها مع الجمعية في عام 1884. حرّرت بريانت جنبًا إلى جنب مع تشارلز سميث ثلاثة مجلدات للتعليم المدرسي أصول الهندسة لإقليدس- الكتابان الأول والثاني (1897)؛ أصول الهندسة لإقليدس-الكتب الثالث والرابع (1899)؛ أصول الهندسة لإقليدس الكتابان السادس والتاسع (1901).
كانت صوفي براينت رائدة علميًّا بين النساء، وتعدّ أول امرأة تحصل على الدكتوراه العليا في إنجلترا، وواحدة من أول ثلاث نساء تم تعيينهن في اللجنة الملكية- لجنة برايس للتعليم الثانوي في 1894-1895، وواحدة من أول ثلاث نساء اللاتي يتم تعيينهن في مجلس الشيوخ بجامعة لندن. عندما فتحت كلية الثالوث في دبلن شهاداتها للنساء، كانت براينت من أوائل الحاصلين على درجة الدكتوراه الفخرية. لعبت بريانت دورًا أساسيًا في إنشاء كلية كامبريدج لتدريب النساء، والمعروفة اليوم باسم هيوز هول في كامبريدج. ويقال أيضًا إنها كانت من أوائل النساء اللاتي امتلكن دراجة هوائية.
كانت مهتمة بالسياسة الأيرلندية، وكتبت كتبًا عن التاريخ الأيرلندي والقانون الأيرلندي القديم سلتيك إيرلندا (1889)، وعبقرية غيل (1913)، وكانت بريانت قومية أيرلندية بروتستانتية متحمسة، ورئيسة الجمعية الأدبية الوطنية الأيرلندية في عام 1914. دعمت حق النساء في التصويت لكنها دعت إلى التأجيل حتى تصبح النساء أفضل تعليمًا.

## الحياة اللاحقة والموت
أحبت براينت النشاط البدني والرياضة في الهواء الطلق، وأحبّت التجديف وركوب الدراجة والسباحة، وتسلقت جبل ماترهورن مرتين. توفيت في حادث سير في جبال الألب عام 1922، عن عمر يناهز 72 عامًا.